# Haplogrupo BT

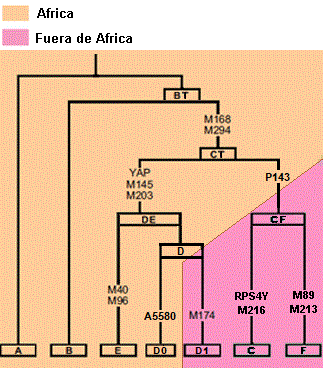
Origen probable de los principales clados de ADN-Y.

En genética humana, el haplogrupo BT (antes llamado BR o YxA) es un haplogrupo del cromosoma Y humano que corresponde en la actualidad al ancestro común de todos los hombres, exceptuando los descendientes del paragrupo A. Tiene un origen en el África subsahariana hace probablemente 88-130.000 años y desciende del haplogrupo A1b. Se ha propuesto que podría denominarse A4 o BCDEF, y el marcador representativo es M42.
BT estuvo definido para 2010 por unas 27 mutaciones, y actualmente (2021) por unas 436. Sus descendientes son los haplogrupos B y CT y su relación ellos se resume en lo siguiente:
- BT (M42, M91, M94, M139, M299, P97, SRY1532.1/SRY10831.1, V29, V31, V59, V64, V187, V202, V235, L418, L438, L440, L604, L957, L962, L969, L970, L971, L977, L1060, L1061 y L1062)
  - B (M60, M181, P85, P90)
    - B*
    - B1 (M236)
    - B2 (M182)
    - B3 (L388)

  - CT (o CR o CF o CDEF) (M168, M294, P9.1)
    - DE (M1/YAP, M145/P205, M203, P144, P153, P165, P167, P183, P162, P168, P169, P170, P171, P172, P173, P174, P175, P176)
    - CF (o C,F) (P143)